# Scaptomyza unipunctum
Scaptomyza unipunctum är en tvåvingeart som först beskrevs av Zetterstedt 1847.  Scaptomyza unipunctum ingår i släktet Scaptomyza och familjen daggflugor.
Artens utbredningsområde är Sverige. Arten är reproducerande i Sverige. Inga underarter finns listade i Catalogue of Life.